# Leonard Waligora
Leonard Waligora (* 31. März 1980) ist ein deutscher Volleyball- und Beachvolleyballspieler.

## Karriere Halle
Waligora spielt seit 1988 Hallenvolleyball. Seit 2003 spielte der Außenangreifer beim Zweitligisten Netzhoppers Königs Wusterhausen, mit dem ihm 2006 der Bundesliga-Aufstieg gelang. Waligora wechselte anschließend zum Ligakonkurrenten Berliner TSC, bei dem er heute in der Berlin-Liga spielt.

## Karriere Beach
Waligora begann 1998 mit dem Spiel im Sand und erzielte hier auf nationalen Turnierserien einige Spitzenplatzierungen. Mit seinem Partner Arvid Kinder erreichte er 2003 den neunten Rang bei der deutschen Meisterschaft in Timmendorfer Strand. 2004 verbesserte sich das Duo auf den siebten Platz. Waligora wurde 2006 mit Kinder und 2007 mit seinem neuen Partner Florian Karl bei der deutschen Meisterschaft Neunter. 2008 erreichten Karl/Waligora in Timmendorfer Strand Platz 13. 2009 wurde Waligora an der Seite von Jonathan Erdmann Dritter beim Smart Beach Cup in Dresden.

## Karriere Trainer
Seit 2009 ist Waligora Bundesstützpunkttrainer am Olympiastützpunkt Berlin. Er trainiert die Beachvolleyballer am Stützpunkt und ist gleichzeitig Co-Trainer der Hallen-Juniorinnen in der Volleyball-Bundesliga.